# Saison 2011-2012 du Chelsea FC
Maillots
Chronologie
Saison précédente Saison suivante
La saison 2011-2012 du Chelsea FC est la 97e saison consécutive du club en Premier League. Chelsea joue 3 autres compétitions en plus du championnat, la FA Cup, la Carling Cup et la Ligue des champions.

## Transferts

### Mercato d'été

#### Arrivées
| Date            | Type  | Prix     | Joueur           | Ancien club           | Championnat      |
| 26 juillet 2011 | Achat | 9.10 M€  | Thibaut Courtois | Racing Genk           | Pro League       |
| 4 août 2011     | Achat | 5 M€     | Oriol Romeu      | FC Barcelone          | Liga             |
| 18 août 2011    | Achat | 20.50 M€ | Romelu Lukaku    | RSC Anderlecht        | Pro League       |
| 22 août 2011    | Achat | 26.80 M€ | Juan Mata        | Valence CF            | Liga             |
| 27 août 2011    | Achat | Indéfini | Ulises Dávila    | Chivas de Guadalajara | Primera División |
| 31 août 2011    | Achat | 13.70 M€ | Raul Meireles    | Liverpool FC          | Premier League   |

Total dépenses : 75.10 M€

#### Départs
| Date             | Type           | Prix     | Joueur              | Ancien club         | Championnat    |
| 30 juin 2011     | Vente          | 5 M€     | Nemanja Matić       | SL Benfica          | Primeira Liga  |
| 30 juin 2011     | Fin de contrat | Gratuit  | Fabio Borini        | Parme FC            | Serie A        |
| 30 juin 2011     | Vente          | 3.40 M€  | Michael Mancienne   | Hambourg SV         | Bundesliga     |
| 30 juin 2011     | Vente          | Indéfini | Jacopo Sala         | Hambourg SV         | Bundesliga     |
| 30 juin 2011     | Fin de contrat | Gratuit  | Jan Šebek           | FK Baumit Jablonec  | První Liga     |
| 30 juin 2011     | Vente          | 1.30 M€  | Gökhan Töre         | Hambourg SV         | Bundesliga     |
| 30 juin 2011     | Fin de contrat | -        | Michael Woods       | -                   | -              |
| 30 juin 2011     | Prêt           | -        | Jeffrey Bruma       | Hambourg SV         | Bundesliga     |
| 1er juillet 2011 | Fin de contrat | Gratuit  | Danny Philliskirk   | Sheffield United    | League One     |
| 7 juillet 2011   | Vente          | 0.80 M€  | Jack Cork           | Southampton FC      | Championship   |
| 11 juillet 2011  | Prêt           | -        | Sam Walker          | Northampton Town    | League Two     |
| 26 juillet 2011  | Prêt           | -        | Thibaut Courtois    | Atlético Madrid     | Liga           |
| 6 août 2011      | Vente          | 15.10 M€ | Yuri Zhirkov        | Anzhi Makhachkala   | Premier-Liga   |
| 17 août 2011     | Prêt           | -        | Ben Gordon          | Peterborough United | Championship   |
| 18 août 2011     | Prêt           | -        | Milan Lalkovič      | Doncaster Rovers    | Championship   |
| 22 août 2011     | Prêt           | -        | Tomáš Kalas         | Vitesse Arnhem      | Eredivisie     |
| 24 août 2011     | Vente          | 2 M€     | Slobodan Rajković   | Hambourg SV         | Bundesliga     |
| 30 août 2011     | Prêt           | -        | Ulises Dávila       | Vitesse Arnhem      | Eredivisie     |
| 31 août 2011     | Prêt           | -        | Yossi Benayoun      | Arsenal FC          | Premier League |
| 31 août 2011     | Prêt           | -        | Patrick van Aanholt | Wigan Athletic      | Premier League |
| 31 août 2011     | Prêt           | -        | Gaël Kakuta         | Bolton Wanderers    | Premier League |

Total dépenses : 27.60 M€

### Mercato d'hiver

#### Arrivées
| Date            | Type  | Prix   | Joueur      | Ancien club      | Championnat    |
| 14 janvier 2012 | Achat | 8.5 M€ | Gary Cahill | Bolton Wanderers | Premier League |

Total dépenses : 8.5 M€

#### Départs
| Date             | Type  | Prix     | Joueur              | Ancien club (Championnat)              | Nouveau club (Championnat)              |
| 1er janvier 2012 | Vente | Indéfini | Nicolas Anelka      | Bolton Wanderers (Premier League)      | Shanghai Shenhua (Chinese Super League) |
| 11 janvier 2012  | Prêt  | Indéfini | Gaël Kakuta         | Bolton Wanderers (Premier League)      | Dijon FCO (Ligue 1)                     |
| 16 janvier 2012  | Prêt  | Indéfini | Patrick van Aanholt | Wigan Athletic (Premier League)        | Vitesse Arnhem (Eredivisie)             |
| 17 janvier 2012  | Prêt  | Indéfini | Josh McEachran      | Chelsea Football Club (Premier League) | Swansea City (Premier League)           |

Total dépenses : 0 M€

## Matchs
Source : chelseafc.com
Dernière mise à jour : le 3 septembre 2011

## Classements

### Premier League
Chelsea termine le championnat à la sixième place avec 18 victoires, 10 matchs nuls et 10 défaites. Une victoire rapportant trois points et un match nul un point, Chelsea totalise 64 points.
Extrait du classement de Premier League 2011-2012
| Rang | Équipe            | Pts | J  | G  | N  | P  | Bp | Bc | Diff |
| --- | ----------------- | --- | -- | -- | -- | -- | -- | -- | ---- |
| 1 | Manchester City   | 89  | 38 | 28 | 5  | 5  | 93 | 29 | +64  |
| 2 | Manchester United | 89  | 38 | 28 | 5  | 5  | 89 | 33 | +56  |
| 3 | Arsenal           | 70  | 38 | 21 | 7  | 10 | 74 | 49 | +25  |
| 4 | Tottenham Hotspur | 69  | 38 | 20 | 9  | 9  | 66 | 41 | +25  |
| 5 | Newcastle United  | 65  | 38 | 19 | 8  | 11 | 56 | 51 | +5   |
| 6 | Chelsea           | 64  | 38 | 18 | 10 | 10 | 65 | 46 | +19  |
| 7 | Everton           | 56  | 38 | 15 | 11 | 12 | 50 | 40 | +10  |
| 8 | Liverpool         | 52  | 38 | 14 | 10 | 14 | 47 | 40 | +7   |
| - Phase de groupes de la Ligue des champions 2012-2013 - Phases de groupes de la Ligue Europa 2012-2013 - Barrages de la Ligue Europa 2012-2013 |                   |     |    |    |    |    |    |    |      |

### Ligue des champions
Classement de la phase de groupes
Source : uefa.com
Dernière mise à jour : le 20 mai 2012
| Rang | Équipe           | Pts | J | G | N | P | Bp | Bc | Diff |
| ---- | ---------------- | --- | - | - | - | - | -- | -- | ---- |
| 1    | Chelsea          | 11  | 6 | 3 | 2 | 1 | 8  | 1  | +7   |
| 2    | Bayer Leverkusen | 10  | 6 | 3 | 1 | 2 | 4  | 3  | +1   |
| 3    | Valence CF       | 8   | 6 | 2 | 2 | 2 | 2  | 3  | -1   |
| 4    | Racing Genk      | 3   | 6 | 0 | 3 | 3 | 0  | 7  | -7   |

| Légende : Qualifications et relégations | Légende : Qualifications et relégations |
| --------------------------------------- | --------------------------------------- |
|                                         | Huitièmes de finale                     |
|                                         | Seizièmes de finale de la Ligue Europa  |
|                                         | Éliminé                                 |